# Índice de massa corporal

Um gráfico sobre o IMC é mostrado acima. As linhas tracejadas representam subdivisões dentro das classes principais, por exemplo, a magreza é dividida em "severa", "moderada" e "leve".
Baseado em dados da World Health Organization disponíveis aqui.

O índice de massa corporal (IMC) é uma medida internacional usada para calcular se uma pessoa está no peso ideal. Desenvolvido pelo polímata Lambert Quételet no fim do século XIX, trata-se de um método fácil e rápido para a avaliação do nível de gordura de cada pessoa, sendo, por isso, um preditor internacional de obesidade adotado pela Organização Mundial da Saúde (OMS).

## Como calcular
O IMC é determinado pela divisão da massa do indivíduo pelo quadrado de sua altura, em que a massa está em quilogramas e a altura em metros.
{\displaystyle {\mbox{IMC}}={\frac {\mbox{peso}}{{\mbox{altura}}^{2}}}}

### Exemplo de IMC
Para uma pessoa com 90 quilogramas de massa e  1,75 metros de altura, teremos {\displaystyle {\mbox{IMC}}={\frac {90\;{\mbox{kg}}}{1,\!75\;{\mbox{m}}\cdot 1,\!75\;{\mbox{m}}}}=29,\!387\;{\mbox{kg}}/{\mbox{m}}^{2}}

## Tabela de IMC
Você pode utilizar a tabela abaixo para consultar o seu índice de massa corporal.
| Resultado           | Situação                |
| ------------------- | ----------------------- |
| Abaixo de 17        | Muito abaixo do peso    |
| Entre 17 e 18,49    | Abaixo do peso          |
| Entre 18,50 e 24,99 | Peso normal             |
| Entre 25 e 29,99    | Acima do peso           |
| Entre 30 e 34,99    | Obesidade I             |
| Entre 35 e 39,99    | Obesidade II (severa)   |
| Acima de 40         | Obesidade III (mórbida) |

Na tabela abaixo, você poderá encontrar o seu IMC de acordo com sua altura e peso.
|              | Altura (em metros) | Altura (em metros) | Altura (em metros) | Altura (em metros) | Altura (em metros) | Altura (em metros) | Altura (em metros) | Altura (em metros) | Altura (em metros) | Altura (em metros) | Altura (em metros) | Altura (em metros) |
| ------------ | ------------------ | ------------------ | ------------------ | ------------------ | ------------------ | ------------------ | ------------------ | ------------------ | ------------------ | ------------------ | ------------------ | ------------------ |
| Peso (em kg) |                    | 1,5                | 1,55               | 1,6                | 1,65               | 1,7                | 1,75               | 1,8                | 1,85               | 1,9                | 1,95               | 2                  |
| Peso (em kg) | 50                 | 22,22              | 20,81              | 19,53              | 18,37              | 17,30              | 16,33              | 15,43              | 14,61              | 13,85              | 13,15              | 12,50              |
| Peso (em kg) | 55                 | 24,44              | 22,89              | 21,48              | 20,20              | 19,03              | 17,96              | 16,98              | 16,07              | 15,24              | 14,46              | 13,75              |
| Peso (em kg) | 60                 | 26,67              | 24,97              | 23,44              | 22,04              | 20,76              | 19,59              | 18,52              | 17,53              | 16,62              | 15,78              | 15,00              |
| Peso (em kg) | 65                 | 28,89              | 27,06              | 25,39              | 23,88              | 22,49              | 21,22              | 20,06              | 18,99              | 18,01              | 17,09              | 16,25              |
| Peso (em kg) | 70                 | 31,11              | 29,14              | 27,34              | 25,71              | 24,22              | 22,86              | 21,60              | 20,45              | 19,39              | 18,41              | 17,50              |
| Peso (em kg) | 75                 | 33,33              | 31,22              | 29,30              | 27,55              | 25,95              | 24,49              | 23,15              | 21,91              | 20,78              | 19,72              | 18,75              |
| Peso (em kg) | 80                 | 35,56              | 33,30              | 31,25              | 29,38              | 27,68              | 26,12              | 24,69              | 23,37              | 22,16              | 21,04              | 20,00              |
| Peso (em kg) | 85                 | 37,78              | 35,38              | 33,20              | 31,22              | 29,41              | 27,76              | 26,23              | 24,84              | 23,55              | 22,35              | 21,25              |
| Peso (em kg) | 90                 | 40,00              | 37,46              | 35,16              | 33,06              | 31,14              | 29,39              | 27,78              | 26,30              | 24,93              | 23,67              | 22,50              |
| Peso (em kg) | 95                 | 42,22              | 39,54              | 37,11              | 34,89              | 32,87              | 31,02              | 29,32              | 27,76              | 26,32              | 24,98              | 23,75              |
| Peso (em kg) | 100                | 44,44              | 41,62              | 39,06              | 36,73              | 34,60              | 32,65              | 30,86              | 29,22              | 27,70              | 26,30              | 25,00              |
| Peso (em kg) | 105                | 46,67              | 43,70              | 41,02              | 38,57              | 36,33              | 34,29              | 32,41              | 30,68              | 29,09              | 27,61              | 26,25              |
| Peso (em kg) | 110                | 48,89              | 45,79              | 42,97              | 40,40              | 38,06              | 35,92              | 33,95              | 32,14              | 30,47              | 28,93              | 27,50              |
| Peso (em kg) | 115                | 51,11              | 47,87              | 44,92              | 42,24              | 39,79              | 37,55              | 35,49              | 33,60              | 31,86              | 30,24              | 28,75              |
| Peso (em kg) | 120                | 53,33              | 49,95              | 46,88              | 44,08              | 41,52              | 39,18              | 37,04              | 35,06              | 33,24              | 31,56              | 30,00              |
| Peso (em kg) | 125                | 55,56              | 52,03              | 48,83              | 45,91              | 43,25              | 40,82              | 38,58              | 36,52              | 34,63              | 32,87              | 31,25              |
| Peso (em kg) | 130                | 57,78              | 54,11              | 50,78              | 47,75              | 44,98              | 42,45              | 40,12              | 37,98              | 36,01              | 34,19              | 32,50              |
| Peso (em kg) | 135                | 60,00              | 56,19              | 52,73              | 49,59              | 46,71              | 44,08              | 41,67              | 39,44              | 37,40              | 35,50              | 33,75              |
| Peso (em kg) | 140                | 62,22              | 58,27              | 54,69              | 51,42              | 48,44              | 45,71              | 43,21              | 40,91              | 38,78              | 36,82              | 35,00              |

## Índice considerado ideal
Para adultos, um IMC entre 20 e 22 indica a quantidade ideal, saudável de gordura corporal, o que está associado com maior tempo de vida e menor incidência de doenças graves. Coincidentemente, essa relação é o que muitas pessoas consideram ser «o mais esteticamente atraente». Entretanto, é importante ressaltar que um índice entre 22 e 25 também é considerado um intervalo bastante aceitável, pois está igualmente associado à boa saúde.
Pesquisas recentes apontaram que um IMC entre 23 e 25 é considerado o que garante taxas de sobrevivência mais longas aos indivíduos. O autor Charles E. Phelps corrobora tal informação ao afirmar em um de seus livros:
«Tanto para mulheres como para homens, a melhor taxa de sobrevivência aparece nos grupos de pessoas cujo IMC está entre 23 e 25. O risco relativo aumenta para pessoas com números mais altos ou mais baixos que esse índice massa corporal tido como “mais seguro”.»

## IMC em Crianças e Adolescentes
As crianças naturalmente começam a vida com um alto índice de gordura corpórea, mas vão ficando mais magras conforme envelhecem. Além disso, também há diferenças entre a composição corporal de meninos e meninas. E foi para poder levar todas essas diferenças em consideração que os cientistas criaram um IMC especialmente para as crianças .
Os médicos e demais profissionais nutricionistas usam um conjunto de gráficos de crescimento para seguir o desenvolvimento de crianças e jovens adultos dos dois aos 20 anos de idade. O IMC por idade utiliza a altura, peso e idade de uma criança para determinar quanta gordura corporal ele ou ela tem e compara os resultados com os de outras crianças da mesma idade e gênero. Ele pode ajudar a prever se as crianças terão risco de ficar acima do peso quando estiverem mais velhas.
Cada gráfico contém um conjunto de curvas que indica o percentil da criança. Por exemplo, se um garoto de 15 anos de idade está no percentil 75, isso significa que 75% dos garotos da mesma idade têm um IMC mais baixo. Ele tem o peso normal e, embora seu IMC mude durante seu crescimento, ele pode se manter nas proximidades do mesmo percentil e permanecer com um peso normal.
A faixa de IMC normal pode ficar mais alta para as meninas conforme elas vão amadurecendo, já que as adolescentes normalmente têm mais gordura corporal do que os adolescentes. Um garoto e uma garota da mesma idade podem ter o mesmo IMC, mas a garota pode estar no peso normal enquanto o garoto pode estar correndo risco de ficar acima do peso.
Os médicos dizem ser mais importante acompanhar o IMC das crianças ao longo do tempo do que olhar um número individual, pois elas podem passar por estirões de crescimento.
A tabela com os valores do IMC para Adolescentes entre 10 e 19, conforme fora anteriormente citado é baseado em percentis:
- Baixo Peso = Percentil menor que 5.
- Peso Normal (Eutrófico) = Percentil igual a 5 e menor que 85.
- Sobrepeso = Percentil igual ou maior que 85.[4]

## Limitações do IMC
Há alguns problemas em usar o IMC para determinar se uma pessoa está acima do peso. Por exemplo, pessoas musculosas podem ter um Índice de Massa Corporal alto e não serem gordas. O IMC também não é aplicável para crianças, sendo que precisa de gráficos específicos. Além disso, não é aplicável para idosos, para os quais se aplica classificação diferenciada.
Ou seja, podemos usar o IMC com algumas ressalvas, exceto para pessoas que praticam musculação, onde o cálculo de percentual de gordura é muito mais condizente com a realidade.
Para crianças e adolescentes de até 15 anos a fórmula do IMC continua sendo a mesma, só os valores de referência são diferenciados.
O IMC é o valor de massa corporal, que as diferenças raciais e étnicas têm sobre o Índice de Massa Corporal. Por exemplo, um grupo de assessoramento à Organização Mundial de Saúde concluiu que pessoas de origem asiática poderiam ser consideradas acima do peso com um IMC de apenas 25.

## IMC para pessoas acima de 60 anos
No caso dos idosos (acima de 60 anos) também, temos nesses casos tabelas de referência adequados. Internacionalmente ainda não existe um consenso sobre o padrão de IMC para pessoas com mais de 60 anos. No entanto, o Ministério da Saúde no Brasil, adota e recomenda o padrão de Lipschitz. Ou seja, valores abaixo de 21,9 considera-se peso baixo. Assim como, a partir de 27, entende-se que a pessoa tem sobrepeso. O peso adequado para essa idade seria entre 22 e 26,9.
O IMC para idosos deve ser diferente em decorrência da mudança da composição corporal ao longo do tempo. Isso ocorre devido a vários fatores tais como: diminuição da massa muscular, assim como da água corporal, e também um aumento da gordura corporal, principalmente na região abdominal. A própria osteoporose, comum nessa faixa de idade, interfere no cálculo do IMC específico da terceira idade.

## Fórmula do IMC segundo Nick Trefethen
Em janeiro de 2013, foi anunciado que Nick Trefethen, professor de Análise Numérica na Universidade de Oxford, propôs uma nova fórmula para cálculo de IMC. Basicamente, sua fórmula propõe trocar o expoente 2 por 2,5, e introduzir um fator “k” para manter a média dos resultados próxima à média do método anterior. O valor que ele atribuiu a "k" foi 1,3. Assim, a nova fórmula fica:
IMC = 1,3 x massa / altura2,5
De acordo com seu próprio trabalho, ela é mais precisa do que a fórmula anterior do IMC. No entanto, seu trabalho também deixa claro que nenhuma fórmula poderia resolver todas as limitações da fórmula do IMC anterior, devido à dificuldade de abranger todas as variações do corpo humano.